# Palazzo Boldù a San Felice
Palazzo Boldù a San Felice (conosciuto anche come Palazzo Boldù Ghisi) è un palazzo di Venezia, ubicato nel sestiere di Cannaregio, affacciato sul lato sinistro del Canal Grande, tra Palazzetto Da Lezze e Palazzo Contarini Pisani

## Storia
Edificio del XVI secolo costruito per la famiglia Boldù, annoverata tra le "Case Nuove" della Repubblica di Venezia, passò di proprietà ai Ghisi verso la fine del Seicento che lo ricostruirono; successivamente venne acquistato dai Contarini, proprietari dell'attiguo Palazzo Contarini Pisani, che vollero unificare i due edifici ma il progetto non andò mai in porto, fatto questo che oggi la sua visione dona un deciso senso di incompiutezza simile a quella di Palazzo Flangini.

## Architettura
La facciata si mostra decisamente asimmetrica, con le aperture principali dei vari piani accostate all'attiguo Palazzo Contarini Pisani. Il piano terreno, ad un porta d'acqua, è in bugnato mentre i piani sovrastanti sono intonacati con motivi stilistici in pietra d'Istria. Al primo piano nobile è presente una serliana, mentre nel secondo una trifora di uguale larghezza; vista l'accentuata asimmetria, le consuete coppie di monofore sono solo sul lato sinistro della facciata. Da segnalare all'interno degli affreschi in ottimo stato di conservazione dell'artista Jacopo Guarana.